# Isidore Mvouba
Isidore Mvouba (ur. 1954 w Kindambie) – kongijski polityk, premier Konga od 7 stycznia 2005 do 15 września 2009, przewodniczący Zgromadzenia Narodowego od 19 sierpnia 2017.

## Życiorys
Isidore Mvouba urodził się w 1954 w Kindambie w regionie Pool, w pobliżu stolicy kraju Brazzaville. Jest członkiem Kongijskiej Partii Pracy (PCT, Parti Congolais du Travail) i bliskim współpracownikiem prezydenta Denisa Sassou-Nguesso.
W 1976 rozpoczął pracę w firmie kolejarskiej Chemin de fer Congo-Océan, obsługującej połączenie kolejowe z nadmorskiego miasta Pointe-Noire ze stolicą. W późniejszym czasie zaangażował się w politykę. W 1992 kierował kampanią prezydencką prezydenta Sassou-Nguesso. Ten jednak przegrał elekcję. Mvouba odmówił nowemu prezydentowi Pascalowi Lissoubie objęcia teki ministra handlu w jego gabinecie.
Od czerwca do października 1997 w Kongu toczyła się wojna domowa między zwolennikami startujących, w zaplanowanych na lipiec wyborach, kandydatów: prezydenta Lissouby oraz byłego prezydenta Sassou-Nguesso. W tym czasie Mvouba pełnił funkcję rzecznika prasowego sił popierających Sassou-Nguesso. W wyniku walk wybory prezydenckie odwołano, a władzę w kraju przejął Sassou-Nguesso. Isidore Mvouba pod koniec października 1997 objął stanowisko ministra- szefa gabinetu prezydenta.
12 stycznia 1999 Mvouba zajął urząd ministra transportu, lotnictwa cywilnego i handlu morskiego. Przed wyborami prezydenckimi 10 marca 2002 pełnił funkcję szefa kampanii prezydenckiej Sassou-Nguesso. W wyniku wyborów prezydent został wybrany na kolejną kadencję. 18 sierpnia 2002 Mvouba został mianowany ministrem transportu i prywatyzacji. W czasie prezydentury Sassou-Nguesso sprawował różne funkcje w partii. Był sekretarzem PCT oraz Unii Kongijskiej Młodzieży Socjalistycznej (UJSC).
7 stycznia 2005 Isidore Mvouba został mianowany przez prezydenta premierem (jednakże bez rangi szefa rządu). Wcześniej urząd premiera nie był obsadzony od października 1997.
W wyborach parlamentarnych w czerwcu i lipcu 2007 Mvouba został wybrany członkiem Zgromadzenia Narodowego z okręgu Kadimba. W listopadzie 2007 objął funkcję sekretarza generalnego Kongijskiej Partii Pracy (PCT).
15 września 2009, po zwycięstwie w lipcowych wyborach prezydenckich w Kongu, prezydent Sassou-Nguesso mianował nowy rząd, znosząc jednocześnie urząd premiera. Isidore Mvouba w nowym gabinecie objął stanowisko ministra stanu ds. transportu, lotnictwa cywilnego i floty handlowej.